# مصفورة جونسونية
مصفورة جونسونية (الاسم العلمي: Xanthorrhoea johnsonii) هي نوع من النباتات يتبع جنس المصفورة من فصيلة المصفورية.